# Mervyn Finlay
Mervyn "Merv" David Finlay (født 17. juni 1925, død 2. juli 2014) var en australsk roer.
Finlay var en del af den australske otter, der deltog i OL 1952 i Helsinki. Den øvrige besætning i båden bestod af Dave Anderson, Bob Tinning, Ernest Chapman, Geoff Williamson, Geoff Williamson, Edward Pain, Phil Cayzer og styrmand Tom Chessell. Australierne blev nummer to i deres indledende heat, nummer tre i semifinalen, hvorpå de sikrede sig adgang til finalen med sejr i semifinaleopsamlingsheatet. I finalen var den amerikanske båd overlegne og vandt guld foran Sovjetunionen, mens australierne vandt bronze.
Merv Finlay gjorde tjeneste i Royal Australian Air Force under anden verdenskrig, og han var udover roer også en habil løber. Han blev uddannet jurist og endte som australsk højesteretsdommer.

## OL-medaljer
- 1952:  Bronze i otter